# David Barnes (arquero)
David Paul Barnes (Adelaida, 22 de febrero de 1986) es un deportista australiano que compitió en tiro con arco, en la modalidad de arco recurvo.
Ganó una medalla de bronce en el Campeonato Mundial de Tiro con Arco al Aire Libre de 2003, en la prueba individual. Participó en dos Juegos Olímpicos de Verano, en los años 2004 y 2020, ocupando el sexto lugar en Atenas 2004, en la prueba de equipo.

## Palmarés internacional
| Campeonato Mundial al Aire Libre | Campeonato Mundial al Aire Libre | Campeonato Mundial al Aire Libre | Campeonato Mundial al Aire Libre |
| Año                              | Lugar                            | Medalla                          | Prueba                           |
| -------------------------------- | -------------------------------- | -------------------------------- | -------------------------------- |
| 2003                             | Nueva York (Estados Unidos)      | Medalla de bronce                | Individual                       |